# 中村夏美
中村夏美は、日本のピアニスト、作曲家。

## プロフィール
2歳からヤマハ音楽教室に通い、ピアノ、創作演奏を学ぶ。作曲を長谷川京子、吉田多満子、石黒晶に教えを受けた。
舞曲「異国の風」が2015年度ピティナ・ピアノコンペティションD級課題曲に選出されたほか、
第2回全国学生作曲家選手権大会 劇伴部門佳作、第18回TIAA全日本作曲家コンクール 室内楽部門 奨励賞等を受賞。
ヤマハピアノ演奏グレード3級、指導グレード3級。

## 演奏活動
コンポーザーピアニストとしてレストラン・カフェで生演奏をしながらコンサートにも多数出演。自作曲や編曲作品を定期的に披露している。
近年よりネットでの活動を開始。YouTubeにオリジナル曲やゲーム音楽、ストリートピアノの演奏動画を投稿し、ネットピアニストとしても認知される。

## 創作活動

### オリジナル曲
ピアノ曲
- オルゴールミュージアム
- 真夜中のシンデレラ
- 汐時計
- starry night hills -流星の丘-
- Vino scarlatto
- 幻影のメヌエット
- 青い境界線
- 月を渡る鳥
- 茶の香
- いろだまあそび
- 竹あかりの里
- 小さな魔女の踊り
- 舞曲「異国の風」
- ピアノのためのエチュード「朱雀」
- いちご
- 天使のエクリチュール

　室内楽曲
- 「虚ろな回転−クラリネットとピアノのための−」

　ボカロ曲
- 木々の祈り

### 劇伴音楽
以下の作品に音楽を提供している。 
- 映画「白波」（長尾淳史監督）[4]
- 奄美群島・請島ブランドフィルム『まなざし』[5]

## ディスコグラフィ

### アルバム
| #  | 発売日         | タイトル             | 収録曲 | 形態 | 規格品番  |
| -- | -------------- | -------------------- | --- | ---- | --------- |
| 01 | 2021年04月18日 | 音のショーウィンドウ | 1. オルゴール・ミュージアム 2. 月を渡る鳥 3. Vino scarlatto 4. 汐時計 5. 幻影のメヌエット 6. いろだまあそび 7. 小さな魔女の踊り 8. 真夜中のシンデレラ 9. いちご 10. starry night hills -流星の丘- 11. 青い境界線 12. 天使のエクリチュール | CD   | NMSP-0001 |